# Vollmer (Modelleisenbahnzubehör)
Die Vollmer GmbH & Co. KG war ein deutscher Hersteller von Modelleisenbahnzubehör mit Sitz in Stuttgart. Die Bausätze von Vollmer werden seit September 2014 von der Viessmann Modelltechnik GmbH hergestellt.

## Geschichte
Im Jahr 1946 gründete der gelernte Optiker Wolfram Karl Vollmer (1924–2010) das Unternehmen. Zunächst stellte das Unternehmen Blechartikel wie Knöpfe und Krawattennadeln her. Die ersten Kunststoffartikel folgten 1948, und 1949 stellte Vollmer auf der Nürnberger Spielwarenmesse erstmals die patentierte Oberleitung für Modelleisenbahnen vor. Nach Anlauf der Serienproduktion für Oberleitungen folgten Brücken und weiteres Zubehör für Modelleisenbahnen in der Nenngröße H0, später auch für die Nenngrößen N und Z. Ab 1995 entstanden auch Modelle für Nenngrößen G und ab 2005 für TT. Der Grundstein für das Fabrikgebäude in Stuttgart-Zuffenhausen wurde 1956 gelegt. 1963, 1973, 1979 wurde es baulich stark erweitert.
Vollmer hatte mit seinem Mitarbeiter Wolfgang Keck architektonisch markante Gebäude als beispielhafte Bautypen reproduziert. Dazu vermaß er vor Ort die jeweiligen Bauten, ebenso dienten Fotos und Handskizzen als Datenbasis für die Nachbauten.
Im Dezember 2013 kündigte die Familie Vollmer an, den Betrieb am 30. Juni 2014 einzustellen. Die Gesellschaft wurde zum 17. Januar 2014 aufgelöst. Im August 2014 wurde bekanntgegeben, dass die Viessmann Modelltechnik GmbH die Markenrechte am Namen Vollmer und den Bestand an Spritzguss-Formen übernommen hat. Die Bausätze der Modelle werden nun von Partnerfirmen in Ungarn und Rumänien hergestellt. Dazu hat Viessmann 2.800 Spritzguss-Formen von Vollmer dorthin transportieren lassen.
Das Vollmer-Firmengelände erwarb der benachbarte Automobilhersteller Porsche zur Erweiterung seiner Firmenanlagen.

## Produkte
Vollmer stellte Gebäudebausätze in den Nenngrößen G, H0, TT, N und Z sowie Oberleitungen für die H0 und Spur N her. Als eine der ersten Modelleisenbahnfirmen produzierte Vollmer Bausätze mit biologisch abbaubaren Kunststoffen. Seit der Übernahme der Produkte und der Marke Vollmer führt die Viessmann Modellspielwaren GmbH Vollmer-Produkte aus Bio-Kunststoff unter der „Bio-Serie“ weiter.
Das zweite Standbein der Vollmer GmbH & Co. KG war der Produktionszweig „Präzisions-Spritzguss“ mit der Herstellung von Präzisionsteilen aus thermoplastischen Kunststoffen und Spritzgussformen für industrielle Anwendungen.

### Modelle bekannter Gebäude (Auswahl)
- Stadtkirche Stuttgart-Berg
- Kirche Ditzingen
- Stille-Nacht-Gedächtniskapelle
- Bahnhof Baden-Baden
- Bahnhof Neuffen
- Schwarzwaldklinik

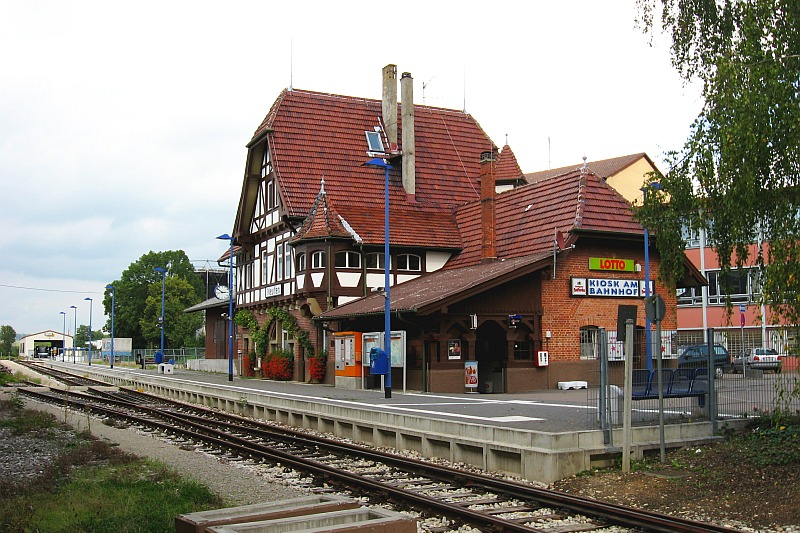
Der Neuffener Bahnhof im Original

- Geburtshaus Papst Benedikt XVI.

## Film
- Das letzte Häusle – Modellbahnfirma Vollmer schließt. Dokumentarfilm, Deutschland, 2014, 29:35 Min., Buch und Regie: Tamara Spitzing, Bernhard Foos, Produktion: SWR, Reihe: Eisenbahn-Romantik, Folge 818, Erstsendung: 27. Juni 2014 bei SWR, Inhaltsangabe von ARD, Das letzte Häusle - Modellbaufirma Vollmer schließt auf YouTube, abgerufen am 13. März 2023..